# Симфонический оркестр NHK
Симфонический оркестр NHK (яп. NHK交響楽団) — японский симфонический оркестр, базирующийся в Токио. Появившись в 1926 году, оркестр является старейшим и одним из наиболее известных в Японии. Оркестр работает как радиоансамбль при финансовой поддержке телерадиокомпании NHK. В настоящее время оркестром NHK руководит дирижёр Пааво Ярви.

## История
Новый симфонический оркестр, предшественник сегодняшнего симфонического оркестра NHK, появился 5 октября 1926 года и стал первым профессиональным оркестром страны. Первым главным дирижёром оркестра стал Хидэмаро Коноэ. Затем оркестр некоторое время назывался Японским симфоническим оркестром, пока в 1951 году, полностью перейдя на финансирование телерадиокомпании Nippon Hōsō Kyōkai, не получил своё нынешнее название. В 1952 году он получил премию газеты «Асахи симбун», ежегодно вручаемой за достижения в науке или искусстве. В декабре 1962 года симфонический оркестр NHK оказался в центре скандала, вызванного конфликтом коллектива оркестра с дирижёром Сэйдзи Одзавой. В результате Одзава вынужден был перейти в Японский филармонический оркестр.
Более чем за восьмидесятилетнюю историю оркестра за его пультом стояли такие дирижёры как Герберт фон Караян, Эрнест Ансерме, Евгений Светланов, Йозеф Кайльберт, Вольфганг Заваллиш, Андре Превин, Шарль Дютуа, Владимир Ашкенази и Герберг Блумстед. Среди солистов, выступавших с оркестром NHK Николай Луганский, Радек Баборак и другие. Начиная с 1960-х годов оркестр провёл более 30 зарубежных гастролей в разных уголках земного шара и заслужил международное признание. Выступления симфонического оркестра регулярно транслируются корпорацией NHK по радио и телевидению. В настоящее время оркестр даёт около 120 концертов ежегодно и имеет репутацию одного из ведущих в Японии.